# Спомен-биста Жамбилу Жабајеву у Београду
Спомен-биста Жамбилу Жабајеву је споменик у Београду. Налази се u Булевару Михаила Пупина у близини зграде „Енергопројекта” на Новом Београду.
Спомен-биста откривена је 24. августа 2016. године у присуству градоначелника Београда Синише Малог, председника Србије Томислава Николића, премијера Србије Александра Вучића и председника Казахстана Нурсултана Назарбајева. Споменик је поклон Републике Казахстан у част Жамбила Жабајева (1846—1945) казашког народног песника.